# Kohren-Sahlis
Kohren-Sahlis este un oraș din landul Saxonia, Germania.